# Matías Giménez
Matías Alejandro Giménez (Apóstoles, 23 dicembre 1984) è un ex calciatore argentino, di ruolo centrocampista.

## Carriera
Cresciuto nelle giovanili del Tigre, debutta in Primera B Metropolitana (terza divisione) il 16 agosto 2003 nella partita vinta 3-0 contro il Talleres (RdE). Con la squadra ottiene la promozione nel 2005 grazie alle vittorie di Apertura 2004 e Clausura 2005. Nel 2007 vincono la Primera B Nacional (seconda divisione) e accedono alla Primera División (disputato per l'ultima volta nel 1980).
La squadra si è piazzata seconda nell'Apertura 2007 e Apertura 2008.
Nel novembre del 2009 chiede il trasferimento perché la sua famiglia sta ricevendo minacce dai barra brava, ultras pericolosi del Tigre. Il 28 dicembre firma dunque per il Boca Juniors. Debutta in campionato nella partita vinta 2-0 contro i rivali del River Plate. Mette a segno il suo primo gol all'undicesima giornata contro il Chacarita Juniors.
Il 12 gennaio 2011 passa in prestito al San Lorenzo, in cambio di Diego Rivero.

## Palmarès
- Primera B Metropolitana: 1

Tigre: 2004-2005
- Copa Argentina: 1

Boca Juniors: 2011-2012